# Ружевич Дмитро
Дмитро Ружевич (22 квітня 2003,с. Сергіївка, Слов'янський район, Донецька область — 14 грудня 2018, Слов'янськ, Донецька область) — український громадський діяч, бібліотекар, наймолодший директор на громадських засадах приватної бібліотеки в Україні, рекордсмен Книги рекордів України.

## Життєпис
Дмитро Ружевич народився в селі Сергіївка Донецької області, населення якого — близько 2 тисяч мешканців.
У дев'ятимісячному віці лікарі діагностували у Дмитрика спінальну атрофію Вердніга-Гофмана. Він пересувався на візку і міг рухати лише одним пальцем на руці.
Київська казкарка Євгенія Пірог у рамках всеукраїнського проекту «Додай читання» запровадила ініціативу «Дмитрикова пошта».
Хлопчик кілька років листувався з ровесниками з усієї України і майже всі йому надсилали в подарунок книжку — знаючи, що він дуже любить читати. Так Дмитро став власником цілого зібрання книг.
У 2016 році його почесно призначили директором приватної бібліотеки. Так, в 13 років він став наймолодшим директором приватної бібліотеки в Україні. Рекорд у березні 2017 року зафіксувала експертна комісія «Книги рекордів України».
Бібліотека налічувала дві тисячі книг. Деяку частину видань Дмитро віддавав у дитячі будинки, сільські та шкільні бібліотеки.
Помер у віці 15 років 14 грудня 2018 року від двостороннього запалення легенів у лікарні міста Слов'янська після 5 днів у реанімації. За 15 років життя він 22 рази переносив запалення, проте цього разу лікарям не вдалося його врятувати.
Похований у рідному селі[джерело?].

## Відзнаки
- диплом у конкурсі з української та зарубіжної літератури «Sunflower»
- грамота з міжнародного природничого конкурсу «Колосок»
- посвідчення книги рекордів України (Національного реєстру рекордів України у категорії «Діти як гордість усієї України»), як наймолодшого бібліотекаря.